# Itaquera (bairro)
Itaquera é um bairro situado na zona leste do município de São Paulo pertencente ao distrito de Itaquera. No bairro, estão localizados a escola de samba Leandro de Itaquera, o centro de treinamento de categorias de base do Sport Club Corinthians Paulista e a Neo Química Arena.
O bairro possui uma estação da CPTM, a Estação Dom Bosco. Também no bairro ficava a antiga estação de Itaquera da Estrada de Ferro Central do Brasil, inaugurada em 1875, desativada em 2000 com a construção do Expresso Leste da CPTM e demolida em 2004. No local da antiga linha da Central passa hoje o prolongamento da avenida Radial Leste, (chamada de "Avenida José Pinheiro Borges" naquele trecho). 
É classificado pelo CRECI como "Zona de Valor E", assim como outros bairros da capital: Lauzane Paulista, Jardim Brasil e Itaim Paulista.

## Topônimo
"Itaquera" é um termo tupi que significa "pedra dormente", através da junção dos termos itá ("pedra") e ker ("dormir"),.